# Guigues VII de Forez
Guigues VII de Forez est né vers 1299 et est mort en 1358. Issu d'une branche cadette de la maison d'Albon (présente dans le Dauphiné et le Viennois à la même époque), il devient comte de Forez (1333-1358) après le décès de son père Jean Ier d'Albon. Sa mère est Alix de La-Tour-Du-Pin (et donc petit-fils d'Humbert Ier de Viennois).

## Biographie
Homme de guerre comme son père, il participe à une campagne en Lombardie de Jean l'Aveugle, le roi de Bohème (vers 1330-1332). Lorsqu'il devient comte en 1333, il pérennise les réformes administratives du début du siècle dans la lignée de son père, mais doit faire face aux premiers soubresauts de la Guerre de Cent ans. 
Avec ses vassaux, il se montre fidèle à Philippe VI de Valois dans son combat contre Édouard III d'Angleterre pendant les campagnes de Flandres (1338-1340). Ayant la confiance royale, il dirige aussi les armées du roi dans le Midi (1345-49), puis obtient le titre de lieutenant général du roi pour la Touraine, l'Anjou, le Maine, l'Aunis et Saintonge. En 1349, il rend hommage au Dauphin de France à la suite de l'achat de la province par le royaume de France pour les fiefs hérités de sa mère Alix de Viennois.  En 1351, il est honoré de la Rose d'or par le pape. 
Cependant des troubles seigneuriaux agitent l'intérieur et le voisinage même de son comté, ce qui renforce paradoxalement la position du roi de France, qui doit parfois venir en aide à son vassal. Pourtant, à partir de 1356, la chevauchée du Prince Noir et l'attaque de Bourges apportent des dissensions dans le monde féodal du royaume de France. Le baron du château de Couzan,  Hugues de Damas, puissant vassal de Guigues VII, y repousse les Anglais. En 1357, c'est au tour du comte de Forez de lancer son armée contre les Anglais sous la direction de Robert Knolles, en prenant personnellement le commandement de 400 lances pour soutenir le dauphin d'Auvergne, Béraud II de Clermont, sire de Mercoeur, qui est alors en difficulté. 
À la mort de Guigues VII en 1358, les pillages continuent jusqu'au cœur même du Forez. Son fils aîné Louis Ier de Forez lui succède. 

## Famille
Epouse: Jeanne (1312-1402), fille de Louis Ier de Bourbon et de Marie de Hainaut-Avesnes . 
Ils ont plusieurs enfants:
- Jeanne de Forez (née en 1337 et décédée en 1369) mariée en 1357 à Béraud II (mort en 1400), dauphin d'Auvergne, et mère d'Anne Dauphine d'Auvergne (héritière du comté de Forez à la mort de son oncle Jean II en 1372)
- Louis Ier de Forez (né en 1338, comte en 1358 et mort en 1362)
- Jean II de Forez (né en 1343, comte en 1362 et décédé en 1372)
- Odile (née en 1345, décédée jeune)[6]